# Johan Norberg
Johan Norberg (Södermalm (Stockholm), 27 augustus 1973) is een Zweedse schrijver en liberaal activist. 

## Liberaal
Hij is de auteur van “Leve de globalisering”. Hij presenteerde ook de Channel 4 documentaire Globalisation is good, dat gebaseerd is op zijn boek. Sinds 15 maart 2007 is hij senior fellow aan het Cato Institute. In 2006 was hij senior fellow aan de Europese denktank Centre for the New Europe in Brussel.  
Norberg beschrijft zichzelf als een “liberaal in de klassieke Europese traditie”. Norberg beweert onder andere dat de welvaartsstaat het collectieve geluk heeft verkleind doordat het ons de mogelijkheid ontneemt om baas te zijn over en verantwoordelijk te zijn voor ons eigen leven.

## Persoonlijk en opleiding
Johan Norberg is geboren in Stockholm als zoon van Erik Norberg en zijn vrouw Birgitta. Hij groeide op in de voorstad Hässelby. Van 1992 tot 1999 studeerde hij aan de Universiteit van Stockholm, o.a. filosofie, literatuur en politicologie. In 1999 werd hij master in “de geschiedenis der ideeën”. 
Johan Norberg is getrouwd met Sofia Nerbrand, hoofdredactrice van het liberale Zweedse blad Neo.  In 2007 kregen ze een zoontje, Alexander. 

## Politiek activisme
Samen met wat vrienden won Johan Norberg op school de verkiezingen met hun eigen partij, “Anarchistisch Front”. Kort daarna verliet hij zijn anarchistische denkbeelden en ontdekte hij het liberalisme waarvan hij zegt dat het vrijheid serieus neemt. In zijn studententijd werd Norberg lid van het libertarische Vrijheidsfront. Hij was van 1993 tot 1997 hoofdredacteur van het blad Nyliberalen daarvan.
In 1997 vroeg de Zweedse denktank Timbro hem een boek te schrijven over de Zweedse auteur Vilhelm Moberg. Het boek werd goed verkocht en leidde tot een fel debat over Moberg. Later werd hij uitgenodigd nog een boek te schrijven over de geschiedenis van het liberalisme in Zweden. Dat boek werd ook een succes. In 1999 werd Norberg lid van de vaste staf van Timbro. In het begin was hij assistent-hoofdredacteur van het webmagazine Smedjan.com. In november 1999 begon hij de website Frihandel.nu om te pleiten voor vrijhandel en open economieën.